# エイジ・ヒーピング

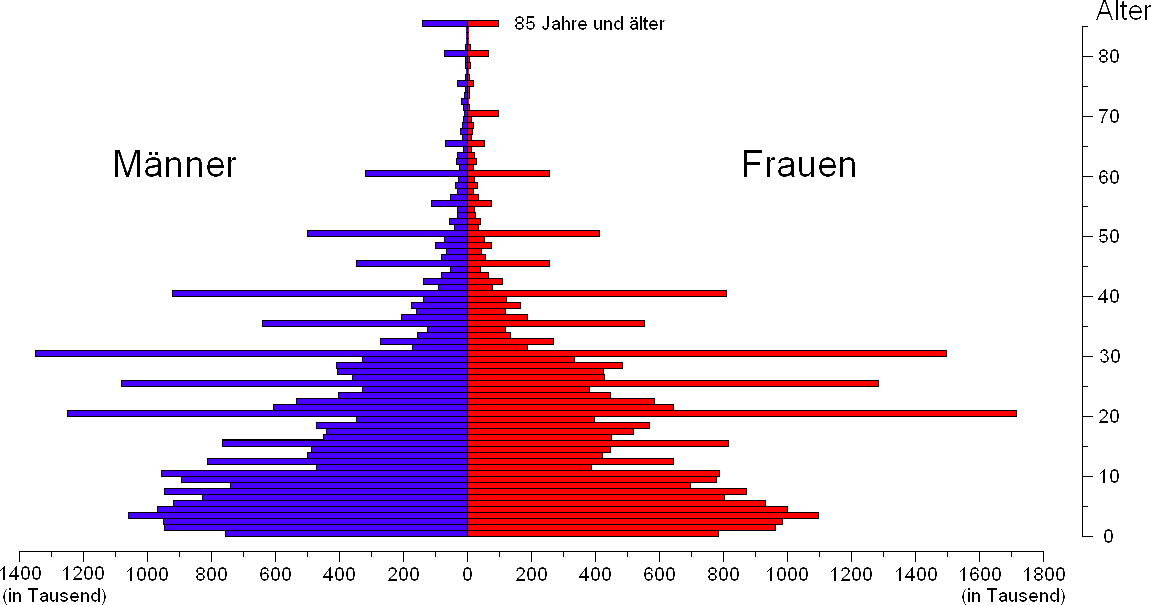
ナイジェリアの人口ピラミッド（1963年）

エイジ・ヒーピング（英: age heaping）とは、年齢統計において、キリの良い年齢（たとえば0または5で終わる年齢）の人口の値が突出して多くなる現象のこと。

## 原因
この現象は、自分の年齢を正確に知らない人が自分の年齢を回答する場合に、自分の年齢に近いと思われる、切りの良い数字で回答することが原因となる。
「その国の発展の度合いと統計の質の間には相関関係がある」と言われており、発展途上国に多く見られる傾向である。こうした5年ないし10年おきの偏りの傾向を検出する指標としてウィップル指数 (Whipple's index) があり、国際連合は年齢分布に関する統計の正確性を判断する際にウィップル指数の使用を推奨している。このほか、任意の下一桁に着目したマイヤーズ・インデックス (Myers' Index) など、いくつかの指標がある。
総務省統計研修所の西文彦は、発展途上国であっても十二支が社会的習慣として浸透している国ではこの現象は見られないとしている。ただし、後述の中国の事例のように、十二支による12年周期の偏りが指摘されることもある。

## 事例

### 中国の事例
1990年に行われた中華人民共和国の国勢調査において、漢民族は38歳、50歳、62歳、74歳の12年周期で統計上の人口の偏り（ヒーピング）が現れた。これは辰年と関連している。また、テュルク系イスラム教徒の集団では、35, 40, 45, 50, 55, 60歳でヒーピングが見られ、また年齢が高くなるにつれて増大していた。
中国暦を用いる漢民族の間で見られる12年周期のヒーピングは、十二支の中で好ましい年を選択することに由来する。ただしこのヒーピングが、統計の不正確性をどの程度示すものか（実際の出生年とは異なるがそのように記憶され調査の際に届け出られたものであるか、それとも好ましい干支に合わせて子供が生まれるよう計画された生殖行為の結果として実際に生じたものであるか）、決定することはできない。漢民族の間でヒーピングは顕著なものではなく、年齢の誇張とも関連しているようには見られないが、非識字人口の間では系統的かつ多くみられる。
一方で、中国暦を使用していないテュルク系イスラム教徒の集団（新疆ウイグル自治区におけるウイグル人とカザフ人）においては、下一桁が0および5の年齢で顕著なヒーピングがある。これは非識字集団においてはずっと高く、年齢誇張と相関していると見られる。

### インドネシアの事例
インドネシアの国勢調査におけるマイヤーズ・インデックス（0から180の間で推移し、0に近いほど回答された年齢が正確であるとされる）は、1980年に37.7、1990年に18.5、2000年に16.8、2010年に6.3と急速な低下を示し、エイジ・ヒーピングの縮小（国勢調査で回答された年齢が正確になっていること）を示している。エイジ・ヒーピングの縮小について、西文彦はインドネシアの経済発展との呼応を示唆し、また2010年に行われた調査方法の工夫も挙げている。

### 日本の事例
2010年の日本の国勢調査におけるマイヤーズ・インデックスは2.0であり、回答された年齢がかなり正確であることを示している。極めて低い数値と言えるが、丙午（1966年）の44歳と第二次世界大戦の影響を受けた64歳の人口が少なくなったことが偏りとして検出されており、よりゼロに近づかなかったと分析される。